# Sant Amanç de la Ribera
Sant Amanç de la Ribera és una església romànica del poble de Montoriol, a la comarca del Rosselló, a la Catalunya del Nord.
Està situada a l'extrem de ponent del terme de Montoriol, ran del límit amb Queixàs i amb Calmella. És a la dreta de la Ribera de Sant Amanç, a uns 900 metres a l'oest del nucli dels Hostalets, del terme de Montoriol.

## Història
La primera referència de l'església se situa l'any 1235, quan un clergue d'Elna, Ramon de Llauró, fa unes deixes a tot un seguit d'esglésies. Fins al 1339 no hi ha cap altre esment; en aquell moment comença a aparèixer, al costat de l'advocació de Sant Amanç l'apel·latiu de la Ribera, de vegades de la Riba.
La vigília de Sant Joan s'hi fa un aplec molt concorregut, en què es cull a mitjanit l'herba de Sant Joan.

## L'edifici
És una església d'una sola nau coberta amb volta de canó semicircular, capçada a llevant per un absis semicircular que comunica amb la nau a través d'un arc triomfal de punt rodó. Una finestra d'una sola esqueixada es troba al centre de l'absis, mentre que a la façana de migdia, prop de l'absis, es troba una finestra de doble esqueixada.
L'arrebossat oculta l'aparell, que en alguns llocs es veu que és format per filades de còdols; això fa l'església anterior al segle xiii, però no es pot afinar més, de moment.